# Herzog Manó
Herzog Manó, vezetékneve Herczog formában is előfordul (Pest, 1862. január 10. – Kaposvár, 1941. július 24.) kaposvári főrabbi, bölcsészdoktor.

## Élete
Herzog Dávid és Róth Róza fia. A pesti zsidó hitközség Síp utcai népiskolájában kezdte tanulmányait, majd 1877-től 1886-ig volt a Budapesti Rabbiképző növendéke. 1885-ben avatták bölcsészdoktorrá a budapesti Magyar Királyi Tudományegyetemen keleti nyelvekből, valamint magyar és német nyelv- és irodalomból. 1887 februárjában rabbivizsgát tett. Ezután kaposvári főrabbiként működött. A városi képviselő-testületnek, a vármegyei közigazgatási bizottságnak, az Izraelita Magyar Irodalmi Társulatnak és az Országos Rabbi egyesületnek is tagja volt. A felekezeti sajtóban sok cikke és tanulmánya jelent meg.
Felesége Fischer Irma volt.

## Munkája
- A biblia befolyása a magyar irodalomra a XVI. és XVII. században. Budapest, 1885. (Előbb a Magyar Zsidó Szemlében.)